# Tua per la vita (film 1917)
Tua per la vita è un film del 1917 diretto da Ugo De Simone.